# Psephenus haldemani
Psephenus haldemani är en skalbaggsart som beskrevs av Horn 1870. Psephenus haldemani ingår i släktet Psephenus och familjen Psephenidae. Inga underarter finns listade i Catalogue of Life.